# Covenanters
Convenentes (inglês: Covenanters, ou no original gaélico escocês: Cùmhnantaich) eram membros de um movimento religioso e político escocês do século XVII, que apoiava uma Igreja Presbiteriana da Escócia e a primazia de seus líderes em assuntos religiosos. O nome é derivado do gaélico para concórdia, um termo que no contexto bíblico significaria um vínculo ou acordo com Deus, alusivo à Aliança Abraâmica. Assim, quereria significar Aliados.
As origens do movimento estão nas disputas com Jaime VI e seu filho Carlos I sobre a estrutura e doutrina da igreja. Em 1638, milhares de escoceses assinaram o Pacto Nacional, comprometendo-se a resistir às mudanças impostas por Carlos; após a vitória nas Guerras Episcopais de 1639 e 1640, os Covenanters assumiram o controle da Escócia, e a Liga Solene e o Pacto de 1643 os trouxeram para a Primeira Guerra Civil Inglesa ao lado do parlamento. Após sua derrota em maio de 1646, Carlos I se rendeu aos Scots Covenanters, em vez do parlamento. Ao fazer isso, ele esperava explorar as divisões entre presbiterianos e ingleses independentes.
Como resultado, os escoceses apoiaram Carlos na Segunda Guerra Civil Inglesa de 1648. Após a execução do rei Carlos I em 1649, o governo Covenanter, a fim de proteger a política presbiteriana e a doutrina calvinista da Igreja da Escócia, assinou o Tratado de Breda (1650) restaurando o filho de Carlos ao trono escocês e apoiando-o contra o parlamentar inglês forças como Carlos II. Carlos II foi coroado rei dos escoceses em Scone em janeiro de 1651, mas a essa altura os termos acordados em Breda já eram letra morta. O exército associado ao partido Kirk sob David Leslie, 1º Lord Newark foi destruído por Oliver Cromwell na Batalha de Dunbar em setembro de 1650, enquanto o parlamentar inglês New Model Army havia tomado Edimburgo e grande parte das terras baixas da Escócia. A resultante anexação da Escócia pela Comunidade da Inglaterra aboliu as instituições legislativas da Escócia e desestabeleceu o presbiterianismo. Havia liberdade de religião sob a Comunidade, exceto para os católicos romanos, mas os éditos das assembleias do Partido Kirk não eram mais aplicados por lei.
Em sua restauração em 1660, o rei renegou os termos do tratado e seu juramento de aliança; os Covenanters escoceses viram isso como uma traição. O Ato Rescisório de 1661 revogou todas as leis feitas desde 1633, expulsando efetivamente 400 ministros de suas vidas, restaurando o patrocínio na nomeação de ministros para as congregações e permitindo que o rei proclamasse a restauração dos bispos da Igreja da Escócia. A Lei de Abjuração de 1662 foi uma rejeição formal do Pacto Nacional de 1638 e da Liga e Pacto Solene de 1643. Estes foram declarados contrários às leis fundamentais do reino. A lei exigia que todas as pessoas que ocupassem cargos públicos fizessem o juramento de abjuração não pegar em armas contra o rei e rejeitar os Pactos. Isso excluiu a maioria dos presbiterianos de ocupar cargos oficiais de confiança.
A decepção resultante com a política religiosa de Carlos II tornou-se agitação civil e explodiu em violência durante o início do verão de 1679 com o assassinato do arcebispo Sharp e as batalhas de Drumclog e da Ponte de Bothwell. A Declaração de Sanquhar de 1680 declarou efetivamente que o povo não poderia aceitar a autoridade de um rei que não se comprometesse com seus juramentos anteriores nem reconhecesse sua religião. Em fevereiro de 1685, o rei morreu e foi sucedido por seu irmão católico romano, o Duque de Iorque, como rei Jaime VII.
Após a Restauração de 1660, os Covenanters perderam o controle do partido kirk e se tornaram uma minoria perseguida, levando a várias rebeliões armadas e um período de 1679 a 1688 conhecido como "Tempo da Matança" (em inglês: The Killing Time). Após a Revolução Gloriosa de 1688 na Escócia, a Igreja da Escócia foi restabelecida como uma estrutura totalmente presbiteriana e a maioria dos Covenanters foi readmitida. Isso marcou o fim de sua existência como um movimento significativo, embora minorias dissidentes persistissem na Escócia, Irlanda e América do Norte. Estas existem hoje como a comunhão de igrejas presbiterianas reformadas.

## Links exernos
- Who were the Covenanters? Scottish Covenanter Memorials Association (em inglês)
- The Reformed Presbyterian Church in North America (em inglês)
- The Reformed Presbyterian Church (Covenanted) (em inglês)
- Igreja Presbiteriana Reformada (Pactuada) no Brasil (em português)
- Edinburgh's History: The Covenanters (em inglês)
- The Reformed Presbytery in North America (em inglês)
- British Civil Wars: The Scottish National Covenant (em inglês)
- British Civil Wars: The Covenanters (em inglês)
- The History of Protestantism – Volume Third – Book Twenty-fourth – Protestantism In Scotland (em inglês)
- The Covenants And The Covenanters, 1895, from Project Gutenberg (em inglês)
- The signing of the national covenant-1638/ (em inglês)
- The Covenanters. A Poetic Sketch by Letitia Elizabeth Landon in The Literary Gazette, 1823. (em inglês)
- Chisholm, Hugh, ed. (1911). «Covenanters». Encyclopædia Britannica (em inglês) 11.ª ed. Encyclopædia Britannica, Inc. (atualmente em domínio público) (em inglês)